# سياسات اليمين المتطرف في ألمانيا (1945–الوقت الحاضر)

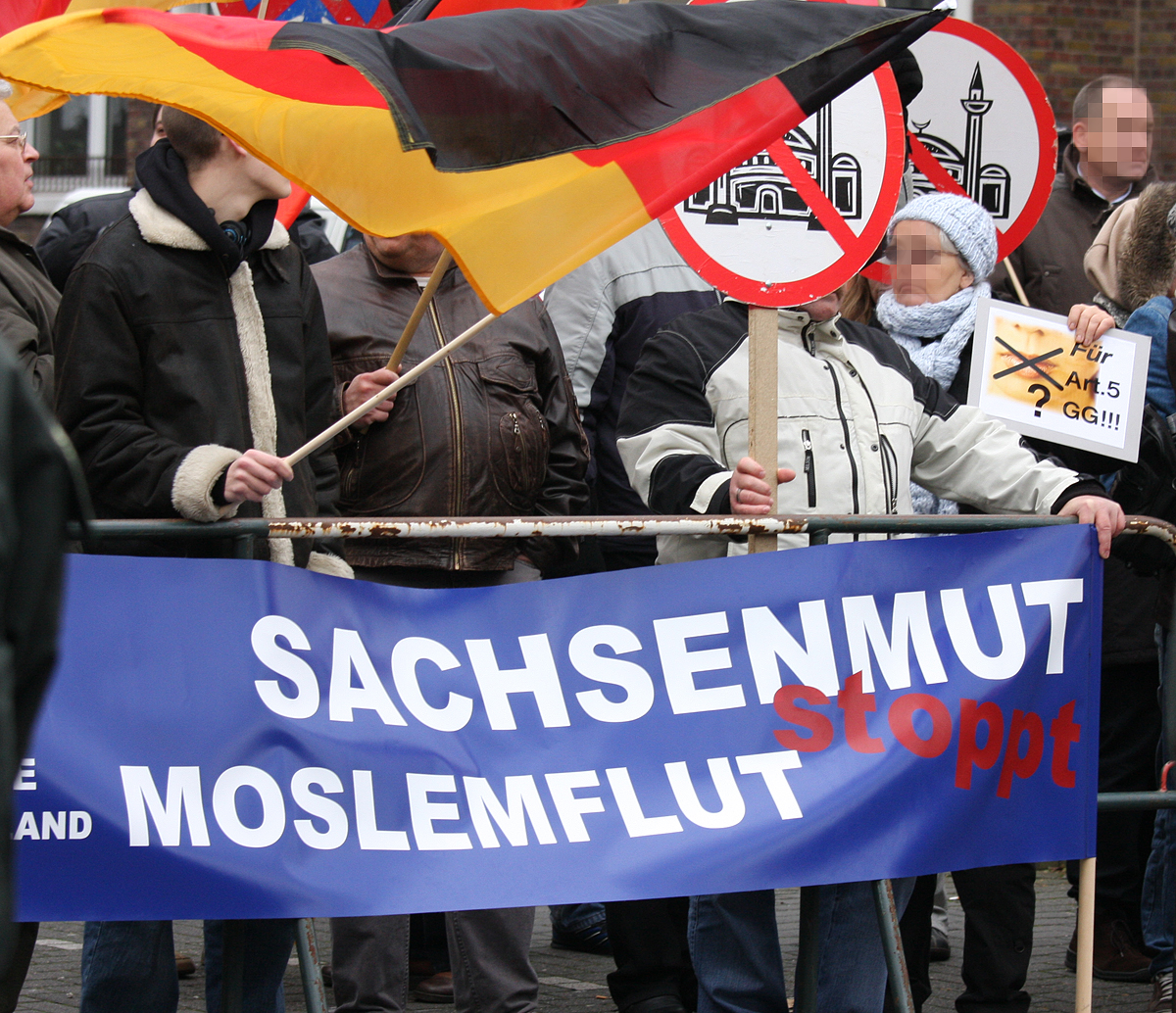
لافتة جمعية "عمل الأسرة في أرض الآباء" لهنري نيتشه، العضو المستقل في البوندستاغ

أعاد اليمين المتطرف في ألمانيا تنظيم نفسه ببطء بعد سقوط ألمانيا النازية وحل الحزب النازي في 1945. إذ طبقت قوات الحلفاء في الحرب العالمية الثانية سياسة اجتثاث النازية في ألمانيا من 1945 إلى 1949، بهدف استئصالها من البلاد. ومع ذلك، ظهرت أحزاب يمينية متطرفة مختلفة في فترة ما بعد الحرب، وحققت نجاحات متفاوتة. ولم يستمر أغلبها إلا لبضع سنوات قبل حلها أو حظرها، ولم تحصل الأحزاب اليمينية المتطرفة على مقاعد في البوندستاغ (البرلمان الاتحادي الألماني) بعد الحرب العالمية الثانية.
وكان الحزب الأقرب لذلك حزب اليمين المتشدد (حزب اليمين الألماني)، الذي اجتذب النازيين السابقين وحصد خمسة مقاعد في الانتخابات الفيدرالية لألمانيا الغربية عام 1949 واحتفظ بهذه المقاعد لمدة أربع سنوات، قبل أن يخسرها في الانتخابات الفيدرالية لألمانيا الغربية عام 1953.

## ألمانيا الغربية (1945 - 1990)
تأسس حزب اليمين الألماني في 1946 وخلفه في 1950 حزب الرايخ الألماني. ومع انتهاء احتلال الحلفاء لألمانيا في 1949، ظهر عدد من الأحزاب اليمينية المتطرفة الجديدة: حزب الرايخ الاشتراكي، الذي تأسس عام 1949، والاتحاد الاجتماعي الألماني (ألمانيا الغربية)، وحزب العمال الألماني الحر، والجبهة القومية، والحملة الوطنية.
وفي 1964، تأسس الحزب الوطني الديمقراطي الألماني، المستمر حتى يومنا هذا.
شهدت ثمانينيات القرن العشرين زيادة في التنظيم والنشاط اليميني في جميع أنحاء أوروبا الغربية. وبين عامي 1984 و1985، نظم البرلمان الأوروبي لجنة تحقيق معنية بانتشار العنصرية والفاشية في أوروبا، وفي 1989 لجنة تحقيق أخرى معنية بالعنصرية وكراهية الأجانب. وفي تقرير اللجنة الثانية، الصادر إلى البرلمان في أكتوبر 1990، قال الديمقراطي الاشتراكي الألماني الغربي ويلي روثلي إن التغيرات الاقتصادية والاجتماعية الناشئة عن «عصرنة المجتمع» كانت مسؤولة عن الانتشار الأخير لليمين المتطرف، وسلط الضوء على عوامل مثل ضعف التماسك داخل العائلة والعمل والارتباط الديني، عواملٌ جعلت الأفراد «أكثر عرضة للتأثر بالمنابر السياسية التي توفر الأمن من خلال التركيز على الجانب الوطني أو تقديم كبش فداء (الأجانب)».
ينوه التقرير إلى الصعود «النيزكي» لحزب الجمهوريين في 1989، وكان زعيمه فرانز شونهوبر عضوًا في الفافن إس إس، والذي «يعترف بماضيه النازي مفتخرًا». حصد الحزب مليوني صوت في انتخابات البرلمان الأوروبي عام 1989 من على منبر «دعا علنًا إلى إلغاء النقابات العمالية، وتدمير الرعاية الاجتماعية، والرقابة، و«عدم تجريم» التاريخ الألماني». وبدعمه ترحيل المهاجرين وإعادة توحيد ألمانيا إلى حدود عام 1937، أدت إعادة التوحيد الفعلي لألمانيا الغربية والشرقية إلى انهيار قاعدة ناخبي الحزب الجمهوري، وحتى ذلك الحين، رفض هيلموت كول، بصفته أول مستشار لألمانيا الموحدة، ضمان الحدود الغربية لبولندا. قدم مكتب الدولة لحماية الدستور تقارير عن وجود أكثر من 38,000 «يميني متطرف» في ألمانيا الغربية عام 1989، لكن هذا العدد لم يشمل أعضاء حزب الجمهوريين البالغ عددهم 1 إلى 2 مليون عضو، في حين أن تحالف الحزب الوطني الديمقراطي واتحاد الشعب الألماني، الذي كان ضمن تلك الحسبة، بعدد أعضاءه البالغ 27,000 عضو فقط، حصل على 455,000 صوت في الانتخابات الأوروبية في يونيو 1989. وبحلول عام 1991، شكلت مجموعة منشقة التحالف الألماني بقيادة هارالد نويباور. وبعد إعادة التوحيد، تحول النشاط اليميني بالدرجة الأولى إلى ولايات ألمانيا الشرقية السابقة، وتضمن حوادث حدودية عنيفة بعد فتح السفر بدون تأشيرة بين ألمانيا وبولندا في أبريل 1991.

### الأحزاب المنحلة
- حزب اليمين الألماني (1946 - 1950)
- حزب الرايخ الاشتراكي (1949 - 1952) حُظر
- حزب الرايخ الألماني (1950 - 1964)
- الاتحاد الاجتماعي الألماني (1956 - 1962)
- حزب العمال الألماني الحر (1979 - 1995)
- الجبهة القومية (1985 - 1992) حُظرت
- البديل الألماني (1989 - 1992) حُظر
- الحملة الوطنية (1990 - 1992) حُظر

## ألمانيا الشرقية (1945 - 1990)
تأسست ألمانيا الشرقية (جمهورية ألمانيا الديمقراطية) بذريعة مختلفة عن ألمانيا الغربية. وباعتبارها دولة اشتراكية، فقد ارتكزت على فكرة أن الفاشية كانت شكلًا متطرفًا من أشكال الرأسمالية. وهكذا، أوضحت نفسها على أنها دولة مناهضة للفاشية (المادة 6 من دستور جمهورية ألمانيا الديمقراطية)، ولعب التعليم المناهض للفاشية والاستعمار دورًا مهمًا في المدارس وفي التأهيل الأيديولوجي في الجامعات. وعلى النقيض من ألمانيا الغربية، كانت مؤسسات النظام النازي تُدان دائمًا وتُناقش جرائمها علنًا كجزء من عقيدة الدولة الرسمية في جمهورية ألمانيا الديمقراطية. وهكذا، لم ينفسح المجال في جمهورية ألمانيا الديمقراطية أمام تنظيم مماثل لحركة 1968 في ألمانيا الغربية، ولم تنظر جماعات المعارضة في جمهورية ألمانيا الديمقراطية إلى الموضوع كقضية رئيسية. كان التطرف اليميني المنفتح ضعيفًا نسبيًا حتى ثمانينيات القرن العشرين. وفي وقت لاحق، تشكلت مجموعات متطرفة أصغر (كتلك المرتبطة بالعنف الذي مارسه أفراد في قاعدة مشجعي نوادي كرة القدم). حاولت الحكومة معالجة هذه القضية، ولكن في الوقت نفسه كان لديها أسباب أيديولوجية لعدم فعل ذلك بشكل علني لأنه يتعارض مع الصورة الذاتية للمجتمع الاشتراكي.

## ألمانيا (منذ 1990)
في 1991، بعد عام واحد من إعادة توحيد ألمانيا، هاجم الألمان أتباع النازية الجديدة أماكن إقامة اللاجئين والعمال المهاجرين في هويرسفيردا (أعمال شغب هويرسفيردا)، وشفيدت، وإيبرسفيلده، وآيزنهوتن شتات، وإلسترفيردا، وفي 1992، اندلعت أعمال شغب معادية للأجانب في روستوك ليشتنهاغن. تورط النازيون الجدد في مقتل ثلاث فتيات تركيات في حريق متعمد عام 1992 في مولن (شليسفيش هولشتاين)، وأُصيب فيه تسعة أشخاص آخرين.
تشير الإحصائيات الألمانية إلى أنه في 1991، ارتُكبت 849 جريمة كراهية، وفي 1992 تركزت 1,485 جريمة في شرق ألمانيا. وبعد عام 1992، انخفضت الأعداد، رغم ارتفاعها بشكل حاد في السنوات اللاحقة. خلال أربعة عقود من عمر ألمانيا الشرقية السابقة، قُتل 17 شخصًا على يد الجماعات اليمينية المتطرفة.
أدى هجوم نفذه حليقو الرؤوس من اليمين المتطرف في 1993 على منزل عائلة تركية في سولينغن، إلى مقتل امرأتين وثلاث فتيات، فضلًا عن إصابة سبعة أشخاص آخرين بجروح خطيرة. وفي أعقاب ذلك، أدت الاحتجاجات المناهضة للعنصرية إلى تنظيم مظاهرات حاشدة معادية للنازيين الجدد واشتباكات عنيفة بين النازيين الجدد ومناهضي الفاشية.
وفي 1995، في الذكرى السنوية الخمسين لقصف دريسدن في الحرب العالمية الثانية، بدأت مجموعة يسارية متطرفة، تُعرف بمعاديي الألمان (تيار سياسي)، تجمعًا سنويًا يشيد بالقصف على أساس أن الكثير من المدنيين في المدينة دعموا النازية. بدءًا من أواخر تسعينيات القرن العشرين ومطلع العقد الأول من القرن الحادي والعشرين، بدأ النازيون الجدد في تنظيم مسيرات في نفس التاريخ. وفي 2009، نظم اتحاد الوطن الشبابي لألمانيا الشرقية والحزب الوطني الديمقراطي مسيرة، لكنها كانت محاطة برجال الشرطة، ولم يُسمح للمشاركين الستة آلاف من النازيين الجدد بمغادرة نقطة التقاءهم. في الوقت نفسه، تجمع نحو 15 ألف شخص يحملون الورود البيضاء في الشوارع ممسكي الأيدي من أجل التظاهر ضد النازية، واستحداث «يوم تذكاري» بديل لضحايا الحرب.
وفي 2004، حصد الحزب الوطني الديمقراطي الألماني نسبة 9.2% في انتخابات ولاية زاكسن لعام 2004، و1.6% من الأصوات على مستوى البلاد في الانتخابات الفيدرالية الألمانية لعام 2005. وفي انتخابات ولاية مكلنبورغ فوربومرن، حصل الحزب الوطني الديمقراطي عام 2006 على 7.3% من الأصوات وبالتالي تمثيل الولاية أيضًا. وفي 2004، كان لدى الحزب الوطني الديمقراطي 5,300 عضو مسجل. وعلى مدار عام 2006، تلقى الحزب الوطني الديمقراطي نحو 1000 طلب انتساب مما جعل إجمالي العضوية يصل إلى 7000 عضو. ويضم اتحاد الشعب الألماني 8,500 عضو.